# Erythrostemon
Erythrostemon Klotzsch, 1841 è un genere di piante della famiglia delle Fabacee.

## Tassonomia
Il genere comprende le seguenti specie:
- Erythrostemon acapulcensis (Standl.) Gagnon & G.P.Lewis
- Erythrostemon angulatus (Hook. & Arn.) Gagnon & G.P.Lewis
- Erythrostemon argentinus (Burkart) Gagnon & G.P.Lewis
- Erythrostemon caladenia (Standl.) Gagnon & G.P.Lewis
- Erythrostemon calycinus (Benth.) L.P.Queiroz
- Erythrostemon caudatus (A.Gray) Gagnon & G.P.Lewis
- Erythrostemon coccineus (G.P.Lewis & J.L.Contr.) Gagnon & G.P.Lewis
- Erythrostemon coluteifolius (Griseb.) Gagnon & G.P.Lewis
- Erythrostemon coulterioides (Griseb.) Gagnon & G.P.Lewis
- Erythrostemon epifanioi (J.L.Contr.) Gagnon & G.P.Lewis
- Erythrostemon exilifolius (Griseb.) Gagnon & G.P.Lewis
- Erythrostemon exostemma (Moc. & Sessé ex DC.) Gagnon & G.P.Lewis
- Erythrostemon fimbriatus (Tul.) Gagnon & G.P.Lewis
- Erythrostemon gilliesii (Hook.) Klotzsch
- Erythrostemon glandulosus (Bertero ex DC.) Gagnon & G.P.Lewis
- Erythrostemon guevarafeferi J.L.Contr., Sotuyo & G.P.Lewis
- Erythrostemon hintonii (Sandwith) Gagnon & G.P.Lewis
- Erythrostemon hughesii (G.P.Lewis) Gagnon & G.P.Lewis
- Erythrostemon laxus (Benth.) Gagnon & G.P.Lewis
- Erythrostemon macvaughii (J.L.Contr. & G.P.Lewis) Gagnon & G.P.Lewis
- Erythrostemon melanadenius (Rose) Gagnon & G.P.Lewis
- Erythrostemon mexicanus (Rose) Gagnon & G.P.Lewis
- Erythrostemon nelsonii (Britton & Rose) Gagnon & G.P.Lewis
- Erythrostemon nicaraguensis (G.P.Lewis) Gagnon & G.P.Lewis
- Erythrostemon oyamae (Sotuyo & G.P.Lewis) Gagnon & G.P.Lewis
- Erythrostemon palmeri (S.Watson) Gagnon & G.P.Lewis
- Erythrostemon pannosus (Brandegee) Gagnon & G.P.Lewis
- Erythrostemon phyllanthoides (Standl.) Gagnon & G.P.Lewis
- Erythrostemon placidus (Brandegee) Gagnon & G.P.Lewis
- Erythrostemon robinsonianus (Britton & Rose) Gagnon & G.P.Lewis
- Erythrostemon sousanus J.L.Contr., Sotuyo & G.P.Lewis
- Erythrostemon standleyi (Britton & Rose) Gagnon & G.P.Lewis
- Erythrostemon yucatanensis (Greenm.) Gagnon & G.P.Lewis